# Гимназия Цабель
Гимназия Цабель (нем. Zabel-Gymnasium) — одна из четырех муниципальных гимназий в городе Гера, история и название которой связаны с семьёй фармацевта Цабеля. В 2002 году гимназия Цабель была объединена с гимназией имени Фридриха Шиллера.

## История и описание

### Гимназия Цабель
Школа «Höhere Töchterschule» была основана в 1864 году как филиал городской школы на Николайберге (сегодня — гимназия имени Гёте). В 1884 году, после своей смерти, Огюста Генриетта Цабель — вдова городского фармацевта Карла Фридриха Готтельфа Цабеля — завещала городу деньги и имущество на общую сумму в один миллион марок (что к началу XXI века составило бы более семи миллионов евро) на развитие женского образования и строительства школы; завещание содержало условие, что новая школа должна быть названа в честь семьи Цабель. С 1887 по 1889 год здание «Цабель-шуле» было построено по проекту архитектора Фрица Кёберляйна; оно было расширено в 1906 году с северной стороны, получив дополнительные классные комнаты и вторую лестницу. В 1911 году школа получила статус лицея, за счет чего её выпускницы получили возможность поступать в университеты. В ГДР школа стала «расширенной средней школой» (Erweiterte Oberschule, EOS) и была названа в честь председателя Совета министров страны Отто Гротеволя. После второго объединения Германии школа стала гимназией и 8 мая 1993 года вновь получила имя Цабель.

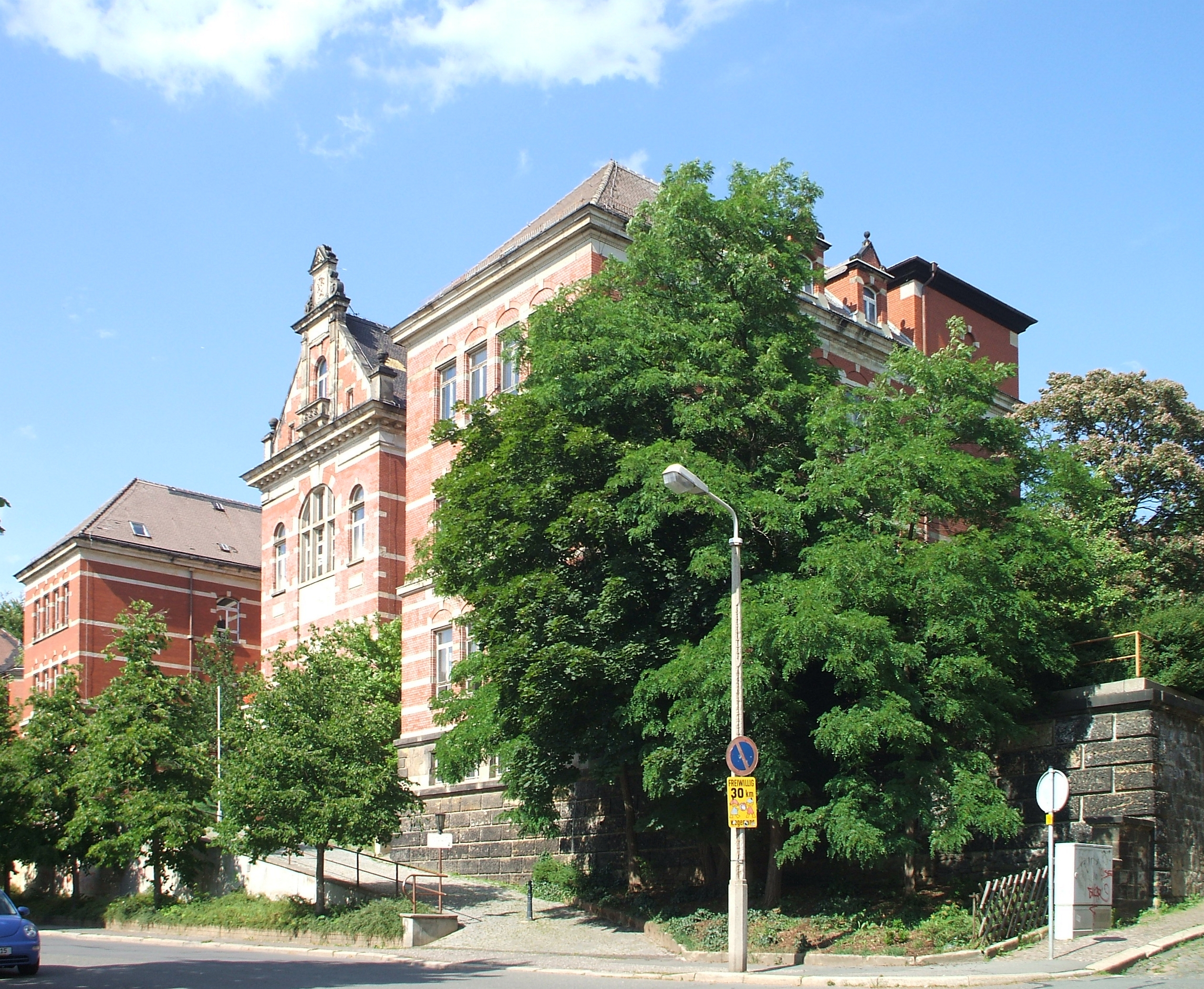
Здание бывшей школа Шиллера (2008)

### Школа Шиллера
Школа имени Шиллера возникла в 1894 году как реальная гимназия благодаря пожертвованию на сумму более чем в 250 000 марок от местного предпринимателя и политика Луи Шлуттера. Здание школы было построено в 1893—1894 годах архитектором Вендорфом: официальное открытие состоялось 29 сентября 1894 года. В 1930-е годы школа получила имя Фридриха Шиллера, при этом даже будучи политехнической средней школой ГДР (Polytechnische Oberschule, POS), она стала редким исключением и не была переименована в честь представителя рабочего движения.

### Слияние
Ввиду общего сокращения количества учащихся в Гере, весной 2000 года властями города был принят план по сокращению числа городских школ: частью этого плана стало слияние гимназий Цабель и Шиллера, которое было завершено к началу 2002/2003 учебного года. Сложности вызвало наименования объединенного учебного заведения: после серии переименований, в 2003 году, школа была окончательно названа гимназия Цабель; данное решение отсылало к завещанию Огюсты Цабель.